# Vincenzo Cuccia
Vincenzo Cuccia, född 20 mars 1892 i Palermo, död 2 mars 1979 i Palermo, var en italiensk fäktare.
Cuccia blev olympisk guldmedaljör i sabel vid sommarspelen 1924 i Paris.